# Танаџери
Танаџери или танагери (лат. Thraupidae) су једна од највећих породица птица певачица. Врсте ове породице су присутне широм Северне и Јужне Америке. Друга је породица птица по бројности врста, са учешћем од 4% у укупном броју свих врста птица и 12% у укупном броју неотропских врста птица.

## Систематика
Према резултатима филогенетских студија прави танаџери се деле на три главне скупине, од којих се две даље деле на неколико мањих кладуса. Породица се састоји од 383 врсте сврстане у 95 родова.

### Група 1
Углавном једнолично обојене форме
(a) 
- Род Conirostrum
- Род Oreomanes
- Род Xenodacnis
- Род Catamenia
- Род Diglossa
- Род Haplospiza
- Род Acanthidops
- Род Phrygilus
- Род Sicalis

(b) 
- Род Sporophila
- Род Oryzoborus
- Род Charitospiza

(c) „Жутогузи” кладус:
- Род Heterospingus
- Род Chrysothlypis
- Род Hemithraupis

(d) „Ћубасти” кладус:
- Род Ramphocelus
- Род Lanio
- Род Eucometis
- Род Tachyphonus
- Род Trichothraupis
- Род Stephanophorus
- Род Coryphospingus
- Род Volatinia

(e) „Плаве зебе”:
- Род Porphyrospiza

(f) Poospiza:
- Род Poospiza
- Род Compsospiza
- Род Cnemoscopus
- Род Hemispingus
- Род Thlypopsis
- Род Pyrrhocoma
- Род Cypsnagra
- Род Nephelornis

(g) 
- Род Emberizoides
- Род Embernagra

(h) 
- Род Melanodera
- Род Rowettia
- Род Nesospiza
- Род Gubernatrix
- Род Idiopsar
- Род Piezorina
- Род Xenospingus
- Род Incaspiza
- Род Coryphaspiza
- Род Rhodospingus
- Род Donacospiza

(i)
- Род Conothraupis
- Род Orchesticus
- Род Creurgops

### Група 2
Шарени танаџери
(a) Танаџери тропских крошњи:
- Род Thraupis
- Род Pipraeidea
- Род Tangara

(b) „Tholospiza” - Дарвинове зебе:
- Род Geospiza
- Род Camarhynchus
- Род Platyspiza
- Род Certhidea
- Род Pinaroloxias
- Род Melopyrrha
- Род Coereba
- Род Tiaris
- Род Loxipasser
- Род Euneornis
- Род Melanospiza
- Род Loxigilla

(c) Планински танаџери:
- Род Cyanicterus
- Род Bangsia
- Род Buthraupis
- Род Cnemathraupis
- Род Chlorornis
- Род Wetmorethraupis
- Род Anisognathus
- Род Dubusia
- Род Pseudosaltator

(d) Прави танаџери:
- Род Thraupis
- Род Pipraeidea
- Род Iridosornis

(e) Прави вишебојни танаџери:
- Род Diuca
- Род Lophospingus
- Род Neothraupis
- Род Cissopis
- Род Paroaria
- Род Schistochlamys

(f) 
- Род Chlorophanes
- Род Iridophanes

(g) 
- Род Tersina
- Род Cyanerpes
- Род Dacnis

(h) 
- Род Chlorochrysa
- Род Parkerthraustes
- Род Nemosia
- Род Compsothraupis
- Род Sericossypha

### incertae sedis(група 3)
- Род Calochaetes
- Род Catamblyrhynchus
- Род Urothraupis
- Род Incaspiza
- Род Saltator
- Род Saltatricula

### Недавно издвојени из породице Thraupidae
Премештени у породицу Passerellidae:
- Род Chlorospingus
- Род Oreothraupis

Премештени у породицу Cardinalidae
- Род Piranga
- Род Habia
- Род Chlorothraupis
- Род Amaurospiza

Премештени у Fringillidae (потпородица Euphoniinae)
- Род Euphonia
- Род Chlorophonia

Премештени у Phaenicophilidae
- Род Microligea
- Род Xenoligea
- Род Phaenicophilus

Премештени у Mitrospingidae
- Род Mitrospingus
- Род Orthogonys
- Род Lamprospiza

Премештени у Nesospingidae
- Род Nesospingus

Премештени у Spindalidae
- Род Spindalis

Премештени у Calyptophilidae
- Род Calyptophilus

Премештени у Rhodinocichlidae
- Род Rhodinocichla